# 动物和植物在家养下的变异
《动物和植物在家养下的变异》（英語：The Variation of Animals and Plants under Domestication）是英國學者查爾斯·達爾文（Charles Darwin）於1868年1月發表的一本書。
書中大部分內容描述了家養動物和栽培植物的品種和類別。其中較為矚目的第27章 (Chapter XXVII)是描述達爾文在遺傳中主張的泛生論。

## 撰寫背景
1858年6月18日，在達爾文开始撰寫他的有关生物学的长篇著作已有兩年的时候，遠在婆羅洲的阿弗雷德·羅素·華萊士給達爾文寄來了一份包裹。包裹內是華萊士的一份20頁手稿，手稿中描述的生物進化論與達爾文自己構想的理論極其相似，讓達爾文震驚不已，迫使達爾文必需在短時間內搶先發表自己的理論。於是達爾文從自己正在撰寫的《自然選擇》中做了一個摘錄，在1859年11月以《物種起源》為書名出版。書中引言裡他表示稍後將發表完整的資料和參考依據等來支持書中描述的理論。
1860年1月9日，《物種起源》第二版面市兩天後，達爾文回到他最初的《自然選擇》手稿上開始擴充手稿的第一章和第二章關於「在家养下的变异」的篇章。他手头有大量的记录。六月中旬，他已经完成了引言和关于鸽子的驯化的两个章节。这时达尔文对此书的写作感到厌倦。他在自传中承认他当时“有想着发表一些更令我感兴趣的东西”。第二年七月他开始着手撰写另一本书《蘭花的授粉》，并于1862年将其发表。
之后达尔文继续搜集资料。他自己进行的实验主要局限在植物方面，但通过通信，他也能够从其他研究者处获得资料。他甚至会安排一些与他保持通讯的学者共同实验，以得到他想要的资料。尽管久病缠身，达尔文仍旧笔耕不辍。1865年3月，他写信给他的出版商约翰·穆雷时说，“现在这本书我已经写好七个章节可以付印，其余的除了最后总结的一章外也正在完成中”。在同一封信中他还讨论了书中的插图。
达尔文曾在一个遗传理论的问题上思考了许多年。1865年5月，他向他的朋友托馬斯·赫胥黎寄出了一份手稿，大致描述了他自己称作“泛生论”的理论，并问赫胥黎是否应当出版它。在随手稿寄出的信中，达尔文认为“这是一个草率而粗陋的假说，但对我来说这是一个不小的慰藉，我能用它解释不少的事实”。赫胥黎在回信中指出了“泛生论”和布封以及瑞士自然学家夏尔·博内的学说之间的相似之处，但仍然鼓励达尔文发表这个手稿。他说：“半个世纪后某人会从你的论文中翻找出泛生论的文章，并说‘看看这篇对现代理论的精彩预计——还有这个大傻瓜赫胥黎，阻止了它的发表’，我可不想承担这种责任。”

## 发表

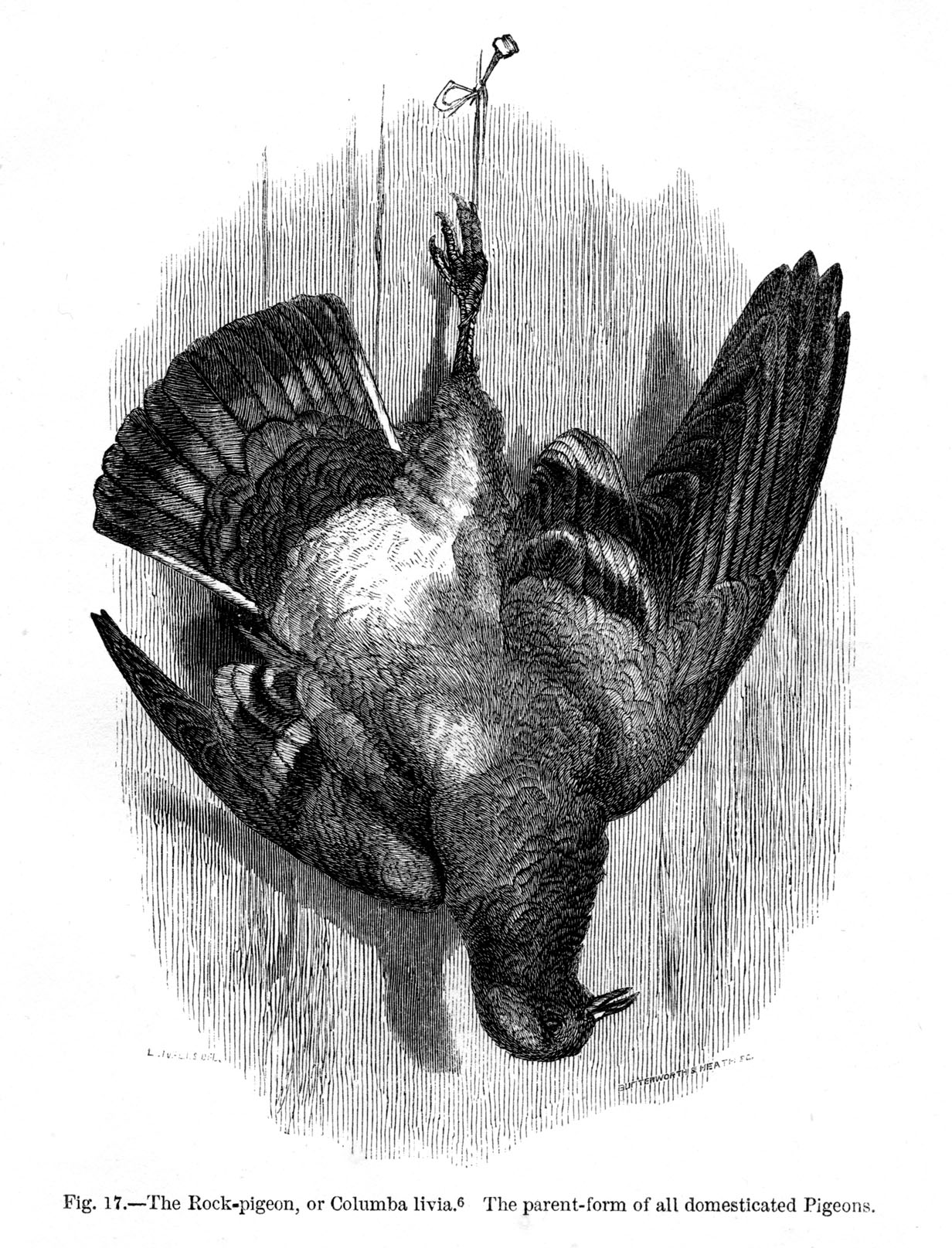
原鸽，所有家养鸽类的祖先

1866年圣诞节前夕，达尔文将除了最后一章的全部手稿寄给了出版商。一月初，当收到分作两卷的书样时，其厚度使达尔文吃惊。他在向出版商回信时说：“我对这本书的厚重深表抱歉，但即便我能预计到，一时之间也无法将其中段落或章节删简。如果你对出版之事抱有疑虑的话，请立刻告诉我。……找一个你信任的人，让他选一些可读的部分，比如导言和前面关于狗和植物的部分，后面的恐怕太无聊了，……切勿盲目出版它，如果因此造成你的重大损失的话，我会一生不安的。”他不得不在接下来的时间中逐步将某些过于技术性的段落精简。
即使在这个时候，达尔文仍然对是否要在书中加入一节讲述人类的章节把握不定。他在一月末给穆雷写信提到：“我深信我关于人类的一章将会激起各种回应和谩骂，我想对于书的销售来说，谩骂和赞扬是一样的。”但之后他马上改变了想法。一周后他在与友人的通信中解释道：“我开始写关于人类的一章。为此我准备已久，但似乎写得太长了，我想我应该将它独立成一个小册来发表，就叫‘人类的起源’。”这篇论文最后成为两本书：1871年出版的《人类的起源》与1872年发表的《人类与动物的感情表达》。
早在1865年，此书的前期宣传已经开始。当时用的标题是《家养动物与耕种植物，或变异、遗传、隔代遗传、交叉遗传、杂交与家养选择的原理》，但达尔文同意了更为简短的《动物和植物在家养下的变异》。五月，他开始着手进行法语、俄语和德语版本的翻译和出版工作。法语版的译者是让·雅克·莫里涅，德语版的译者是动物学家朱利斯·维克多·卡鲁斯，俄语版的译者是古生物学家弗拉迪米尔·奥努弗里维奇·科瓦列夫斯基，胚胎学家亚历山大·科瓦列夫斯基的弟弟。
1867年3月1日，达尔文收到了第一批校样。他的女儿亨利埃塔·爱玛·达尔文帮助他开始了冗长的校正。在校正时，达尔文也加入了新的材料。
1868年1月30日，在达尔文开始关于家鸽的实验十三年之后，《动物和植物在家养下的变异》一书开始销售。然而，达尔文对书的销路十分悲观。他写道：“若要我尝试着读开始的几页，我会觉得恶心……鬼才会买下整本书。”

## 内容

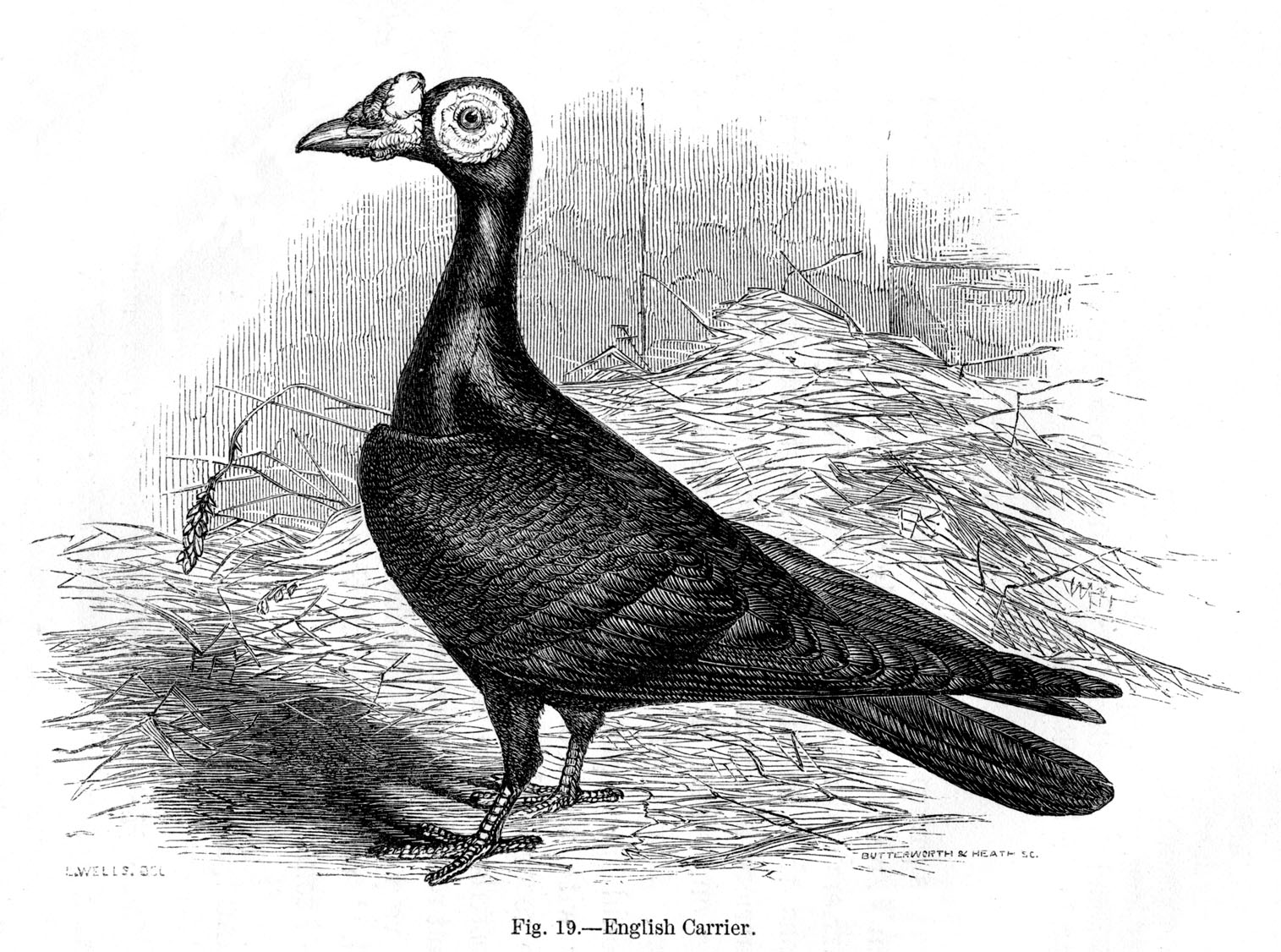
英国信鸽——野生原鸽的多种后代之一。

《动物和植物在家养下的变异》的第一卷是对变异机制的长篇详尽描述，包括第一到第十一章。其中包括用进废退原则，部分相互联系原则以及环境在造成各类家养动物、变异时扮演的角色。达尔文首先从猫和狗开始，讨论了野生的狗和家养狗之间的相似之处，并对物种如何变化以适应人类的意愿进行探讨。他尝试从现有的许多品种开始，逐渐追溯到初始的少数几个共同祖先。这些论点都是建立在达尔文收集的大量关于狗与猫的数据之上，以支持他那包罗万象的自然选择演化理论。跟着，达尔文又对繁多种类的栽培植物如谷类、蔬菜、果树和观赏植物，以及马、驴、绵羊、山羊、家兔、猪、牛、家鸡、蜜蜂、金鱼等各类家养动物，特别是家鸽，进行了类似的分析。
第二卷开始主要是理论上的探究。达尔文首先指出了动植物性状的遗传性是确定无疑的事实。他对返祖现象给予了很大的重视，此外还研究了单性遗传和相同的性状在不同代出现的年龄的关系。接着，达尔文研究了不同品种之间相互杂交的过程，讨论了杂交对于良好性状的保留，以及近亲交配的不良结果。随后，达尔文将重点转移到人工选择和物种的变异。他总结了外部自然环境对变异的产生所造成的影响，并用三个章节研究了变异的法则。
值得注意的是，在第二十七章中，达尔文引入了他曾经首先向赫胥黎描述过的“暂定假说”：泛生论。他提出，器官的每一个部分都不停地释放出一种看不见的微粒。达尔文把这种微粒称为“芽”（gemmule）。“芽”可以生出和母体类似的器官。比如说，脚释放的“芽”会生成脚。“芽”可以在器官的周围自由流动，并且可以通过分裂来增殖。在有性生殖中，亲代的“芽”经过融合后转移到子代，使得子代得以产生亲代双方各自的属性。“芽”也可以在数个世代之中保持潜伏状态，然后被激发而活动。达尔文还认为外部环境可能会对器官里的“芽”产生影响，从而产生拉马克学说中“获得性遗传”的可能性。达尔文相信他的理论可以解释一大类广泛的现象。
在全书的最后，达尔文肯定了生物是由演化而来，人类或自然的选择使得动植物成为今天的样子。达尔文直接向他的支持者和朋友、美国植物学家阿萨·格雷所拥护的所谓“神引变异”（上帝创造了原初的物种并让它们在上帝的意愿下演化）提出了挑战。他以建筑师构筑大厦为例子：如果说现今的自然界是一幢大厦的话，那么动植物的各类性状就是这幢大厦的基石。达尔文说，如果自然界的建筑师（造物者）能够考虑到他所定的法则的全部后果，那么他就应该能够运用恰当形状的石头来构筑大厦的各个部分。然而，现实中，自然界这幢大厦的基石是由随意杂乱的石头构成的。如果造物者能够预先考虑到各类动植物的特点，为何家养动植物的各种变异中包括了如此多的对饲养者无用、不利乃至于危险的特征，比如凸胸鸽和斗牛犬？作为结尾，达尔文写道：“不论我们怎样愿意，都无法同意阿萨·格雷教授的信条：‘（生物的）变异是沿着经过事先预定的有益的道路进行的，如同水流经过设定的水渠来灌溉田地一样’”

## 反响

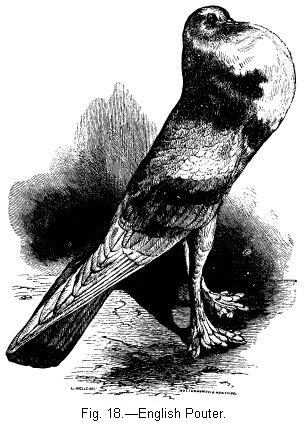
英格兰凸胸鸽

达尔文十分关心是否有读者能够读完这本厚厚的著作，也盼望着能收到他的朋友对泛生论学说的反馈意见。1867年10月，他曾经向阿萨·格雷寄出校正后的书样，并附评论说：“我称为泛生论的一章将会被称为一个疯狂的梦，如果您认为这是一个值得出版的梦的话，我就很满足了。但是我心底裡仍然认为其中包含了真理。”他写信给胡克说：“我焦急地渴望听到你对泛生论的想法。”而在给德国自然学家弗里茨·穆勒的信中他写道：“大部分的内容，如您所见，是不值一读的。但我依然希望能够听到您对于泛生论的意见。”然而，对泛生论感兴趣的同行并不多。华莱士是自始至终支持他的人。收到华莱士对泛生论的评价后，达尔文回信说：“你无法想象你对泛生论的评语使我多么高兴。我的朋友裡没有哪个会这样说出来。”
一星期之内，《动物和植物在家养下的变异》一书的第一版一共1,500本已经售空，需要加印，这使得达尔文大为欣喜。
到4月底为止，达尔文收到了约20个关于此书的评价。亨利·荷兰爵士认为泛生论十分粗糙，但“与之相近的某些观点”会被接受。《雅典娜》杂志发表了被达尔文认为“对我表示出极端轻蔑”的评论。有评论认为达尔文的理论过于复杂，也有人认为太过空泛。
1875年，《动物和植物在家养下的变异》一书的第二版出版。达尔文对第二版做了不少修正，并重写了第十一和第二十七章。在达尔文生前，《动物和植物在家养下的变异》一共卖出约5,000本。

## 参看
- 生物学史
- 《物种起源》
- 《人类的由来》
- 性选择
- 自然选择
- 约瑟夫·胡克
- 查理斯·莱尔